# James S. Levine
Pour les articles homonymes, voir Levine.
James Scott Levine, né le 29 août 1974, est un compositeur de musiques de films. Il travaille au studio Remote Control Productions.

## Filmographie

### Cinéma
- 2008 : Unstable Fables: 3 Pigs & a Baby de Howard E. Baker (musique de Jim Lang) (musiques additionnelles)
- 2007 : Delta Farce de C.B. Harding
- 2007 : Damages de Todd A. Kessler (série TV)
- 2007 : Pirates des Caraïbes : Jusqu'au bout du monde de Gore Verbinski (musique de Hans Zimmer) (musicien)
- 2006 : Courir avec des ciseaux de Ryan Murphy
- 2006 : American Storage de Andrew J. Cohen (en) (court métrage)
- 2006 : Pirates des Caraïbes : Le Secret du coffre maudit de Gore Verbinski (musique de Hans Zimmer) (musicien)
- 2005 : The Weather Man de Gore Verbinski (cocompositeur avec Hans Zimmer)
- 2005 : Madagascar d’Eric Darnell (musique de Hans Zimmer) (musiques additionnelles)
- 2004 : Blue Collar Comedy Tour Rides Again de C.B. Harding (film TV)
- 2003 : Blue Collar Comedy Tour : The Movie de C.B. Harding
- 2003 : The Challenge de Craig Shapiro (film TV)
- 2003 : Espion mais pas trop ! d'Andrew Fleming (cocompositeur avec Klaus Badelt)
- 2003 : Tout peut arriver de Nancy Meyers (musique de Hans Zimmer et Heitor Pereira) (musiques additionnelles)
- 2001 : Siren de Steve Morris
- 2001 : About Barbers d'Eric Poydar (court métrage)
- 2001 : Écarts de conduite de Penny Marshall (musique de Hans Zimmer) (musiques additionnelles et musicien : clavier)
- 2001 : Pearl Harbor de Michael Bay (musique de Hans Zimmer) (musiques additionnelles)
- 2000 : Sex & Manipulations de Mary Lambert (musique de Jeff Rona) (musiques additionnelles)
- 1999 : A Little Inside de Kara Harshbarger
- 1999 : 50 degrés Fahrenheit de Hugh Johnson (musique de Hans Zimmer et John Powell) (musiques additionnelles)

### Télévision
- 2021 : La Brea
- depuis 2020 : Katy Keene
- 2010-2016 : Rizzoli et Isles - 91 épisodes
- 2011-2014 : American Horror Story - 40 épisodes
- 2009-2014 : Glee - 88 épisodes
- 2005-2012 : The Closer de Arvin Brown - 109 épisodes
- 2009 : NCIS : Los Angeles (générique d'ouverture et de fin)
- 2006 : 3 lbs.  de Peter Ocko - 5 épisodes
- 2005 : More Sex & the Single Mom de Don McBrearty
- 2003 : Nip/Tuck de Ryan Murphy
- 2003 : Jimmy Neutron's Nicktoon Blast de Mario Kamberg (court métrage TV)
- 2003 : Roar : Lions of the Kalahari de Tim Liversedge (documentaire TV)
- 2001 : What About Joan de Terry Hughes
- 2000 : Motocops de Sigi Rothemund (cocompositeur avec Geoff Zanelli)
- 2000 : SportsCentury : The Century's Greatest Athletes de Joseph Maar (documentaire TV) (cocompositeur avec Geoff Zanelli)
- 1999 : NetForce de Robert Lieberman (musique de Jeff Rona) (musicien : piano)